# Conus hennequini
Conus hennequini é uma espécie de gastrópode do gênero Conus, pertencente à família Conidae.